# Constance Quéniaux
Constance Adolphine Quéniaux (9 de julio de 1832 - 7 de abril de 1908) fue una bailarina y cortesana del Ballet de la Ópera de París. Es probablemente la modelo del cuadro El origen del mundo de Gustave Courbet, en el que se ve la parte inferior de una mujer tendida mostrando explícitamente sus genitales.

## Vida y carrera

### Primeros años
Nacida el 9 de julio de 1832 en Saint Quentin, Constance Adolphine Quéniaux era hija de la joven soltera Marie Catherine Quéniaux y creció en la pobreza. 
A una edad temprana, Constance se unió al cuerpo de ballet del Ballet de la Ópera de París, interpretando papeles menores en su repertorio. Ascendió a una posición de solista secundaria junto a Claudina Couqui, recibiendo elogios. Como muchas bailarinas y actrices de entonces, Constance compaginaría su carrera de bailarina con la prostitución de lujo.
En 1859, Constance había sufrido una lesión en la rodilla que le impedía bailar ballet, y a la edad de 34 años, se había retirado oficialmente de la Ópera y cultivaba los favores de un diplomático otomano, Halil Şerif Pasha. Este también gastaba mucho dinero en las apuestas y consideraba a Constance su amuleto de buena suerte, pidiéndole que se quedara a su lado y dándole parte de las ganancias.
Constance fue modelo para artistas como Nadar, Disdéri o Jules Emile Saintin apareciendo en varias obras, incluido el Retrato de Mademoiselle Constance Quéniaux, de l'Académie Impériale de Musique (1867), de Jules-Émile Saintin.

### Vida posterior
Frecuentaba los círculos artísticos y en los últimos años de su vida, Constance se hizo famosa por su filantropía. Comenzó a apoyar activamente al Orphelinat des Arts, un orfanato para niños huérfanos o abandonados de artistas. 
Murió en París, Francia, el 7 de abril de 1908, a los 75 años. En su testamento, dejó una pintura de camelias de Courbet. Esta flor, desde la publicación de la novela de Alejandro Dumas hijo La dama de las camelias había sido asociada con las cortesanas. Era propietaria y residente de una villa en Cabourg.

## El origen del mundo
Halil Serif Pasha (1831-1879) fue un notable coleccionista de arte. Gustave Courbet le conoció a través de Sainte-Beauve por su colección de pinturas eróticas que guardaba en su suite del hotel en el Boulevard des Italiens de París, entre las que se encontraba El baño turco de Ingres y para la que le encargó El sueño y que pintara a Quéniaux, a quien llamaba su "amuleto de la suerte", en una obra entregada en 1866. El origen del mundo oculta el rostro de la modelo. Si bien su identidad se conocía en ese momento, a medida que Quéniaux se volvía respetable, la información se perdió. De hecho, los expertos identificaron durante mucho tiempo a la modelo como Joanna Hiffernan, una modelo irlandesa que fue amante de Courbet, a pesar de que era pelirroja y el vello púbico de la mujer representada es negro.
La correspondencia entre Alejandro Dumas y George Sand fue descubierta en 2018 por un historiador francés, Claude Shopp, en referencia a esta pintura. Menciona "No se pinta con su pincel más delicado y sonoro el "interior" de la señorita Queniault [sic] de la Ópera". Esto, combinado con el legado de Quéniaux de la pintura de las camelias de Courbet (asociada con las cortesanas), sugiere fuertemente que Constance Quéniaux fue la modelo de Courbet.